# Fo-kuang
Fo-kuang (čínsky 佛光寺) je chrám nacházející se asi 5 kilometrů od Tou-cchun v provincii Šan-si v Čínské lidové republice. Hlavní hala chrámu s názvem Východní hala （东大殿） byla postavena v roce 857 v době dynastie Tchang (618–907). Podle architektonických záznamů se jedná o třetí nejstarší dochovanou dřevěnou stavbu v Číně. Tuto skutečnost objevil roku 1937 tým badatelů pod vedením historika architektury Lianga S'-čchenga (1901–1972), přičemž ten samý tým se postaral i o objev ještě o něco starší stavby – chrámu Nan-čchan. Fo-kuang mimo Východní halu zahrnuje dvě další haly – první pochází z roku 1137, druhá z dob dynastie Ming. Na půdě chrámu se dále nachází druhá nejstarší pagoda Číny, jejíž počátky sahají do 6. století (nejstarší pagodou je Sung-jüe v Che-nanu).

## Dějiny
Chrám byl založen v 5. století. Když v roce 845 císař Wu-cung zakázal v Číně buddhismus, Fo-kuang byl vypálen. V místech, kde kdysi stál třípatrový pavilon, byla v roce 857 postavena Východní hala.
Většina kapitálu potřebná ke stavbě haly byla poskytnuta ženou jménem Ning Kung-jü, samotná stavba byla provedena pod vedením mnicha jménem Jüan-čcheng. V roce 1147 za doby dynastie Ťin byla na severní straně chrámu postavena Mandžušrího hala. V roce 1930 začala Společnost pro výzkum čínské architektury pátrat po starobylých budovách v Číně. V roce 1937 tým pod vedením Lianga S'-čchenga objevil chrám Fo-kuang, jehož počátky sahají do tchangských dob.

## Architektura
Na rozdíl od ostatních čínských chrámů je Fo-kuang orientován směrem východ-západ, jelikož na východní, severní i jižní straně chrámu se nachází hory. Stavba zahrnuje tři hlavní budovy. Jižní hala se nazývá Hala Sangahary a byla postavena v době dynastie Ming. Severní hala s názvem Hala Mandžušrího pochází z roku 1147 z dob dynastie Ťing. Největší hala s názvem Velká východní hala byla vystavěna v roce 857 za dob dynastie Tchang.

### Východní hala

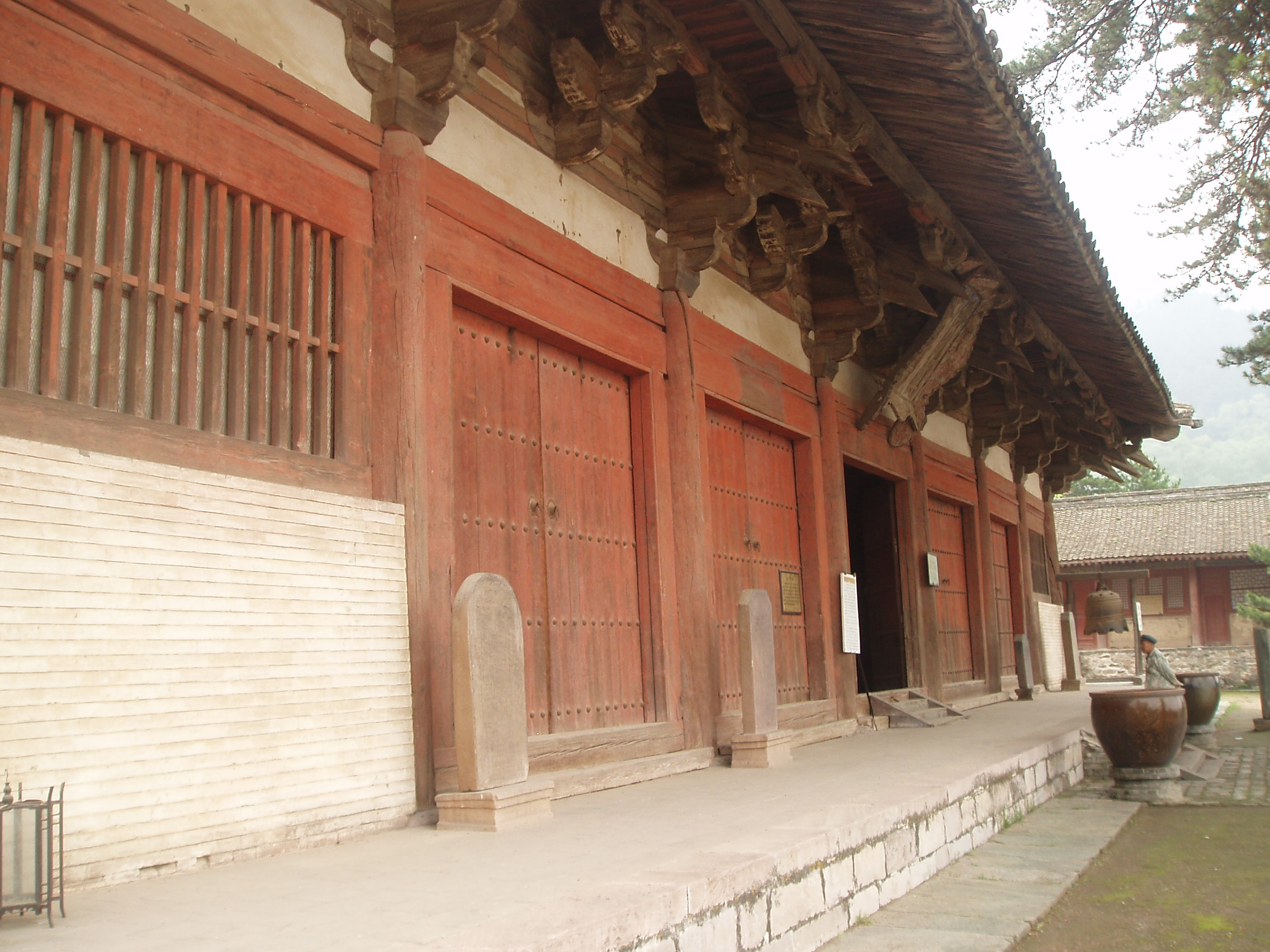
Přední část Východní haly

Hala pochází z roku 857. Jedná se o třetí nejstarší dochovanou dřevěnou stavbu v Číně po hlavní hale chrámu Nan-čchan z roku 782 a hlavní hale Chrámu pěti draků z roku 831. Hala se nachází na východní straně chrámu na rozlehlé kamenné základně. Je jednopatrová o rozměrech 34×17,7 m a je podepřena vnitřními i vnějšími sloupy. Na vrcholu každého sloupu se nachází síť podpěr zahrnujících sedm různých druhů dřevěných podpěr, které dosahují výše až jedné třetiny výšky samotného sloupu. Jednotlivé skupiny podpěr jsou navzájem spojeny příčnými trámy srpkovitých tvarů. Tyto trámy tak vytváří kruh nacházející se jak nad vnitřními, tak nad vnějšími sloupy. Hala má mřížkovaný strop, který zakrývá většinu střešní konstrukce. Valbová střecha Východní haly spolu s neobyčejným systémem podpěr jsou dokladem významnosti, jaké se Východní hala těšila v době dynastie Tchang. Podle Jing-cao Fa-š', čínského spisu o architektuře z 11. století, hala téměř přesně odpovídá sedmé pozici v osmimístném žebříčku pro hodnocení velikosti dřevěných konstrukčních částí. Vysoké hodnocení Východní haly naznačuje, že i během dynastie Tchang se jednalo o důležitou budovu; do dnešních dnů se nedochovala žádná jiná budova z této doby, která by byla tak vysoko hodnocena.
Uvnitř haly je více než dvacet soch a nástěnných maleb z tchangských i pozdějších dob. Ve středu haly je umístěno pódium se třemi velkými sochami – Šákjamunim, Amitábhou a Maitréjou. Vedle pódia se nachází sochy Maňdžušrího jedoucího na koni a Samantabhadry jedoucího na slonu. V jižní části haly stojí socha představující mecenášku stavby Ning Kung-jü. Největší nástěnná malba umístěná v hale zobrazuje jednu z džátak, příběhu z minulých životů Buddhy. Menší malby v chrámu zobrazují Maňdžušrího a Samantabhadru, jak shromažďují dárce na pomoc chrámové údržbě.

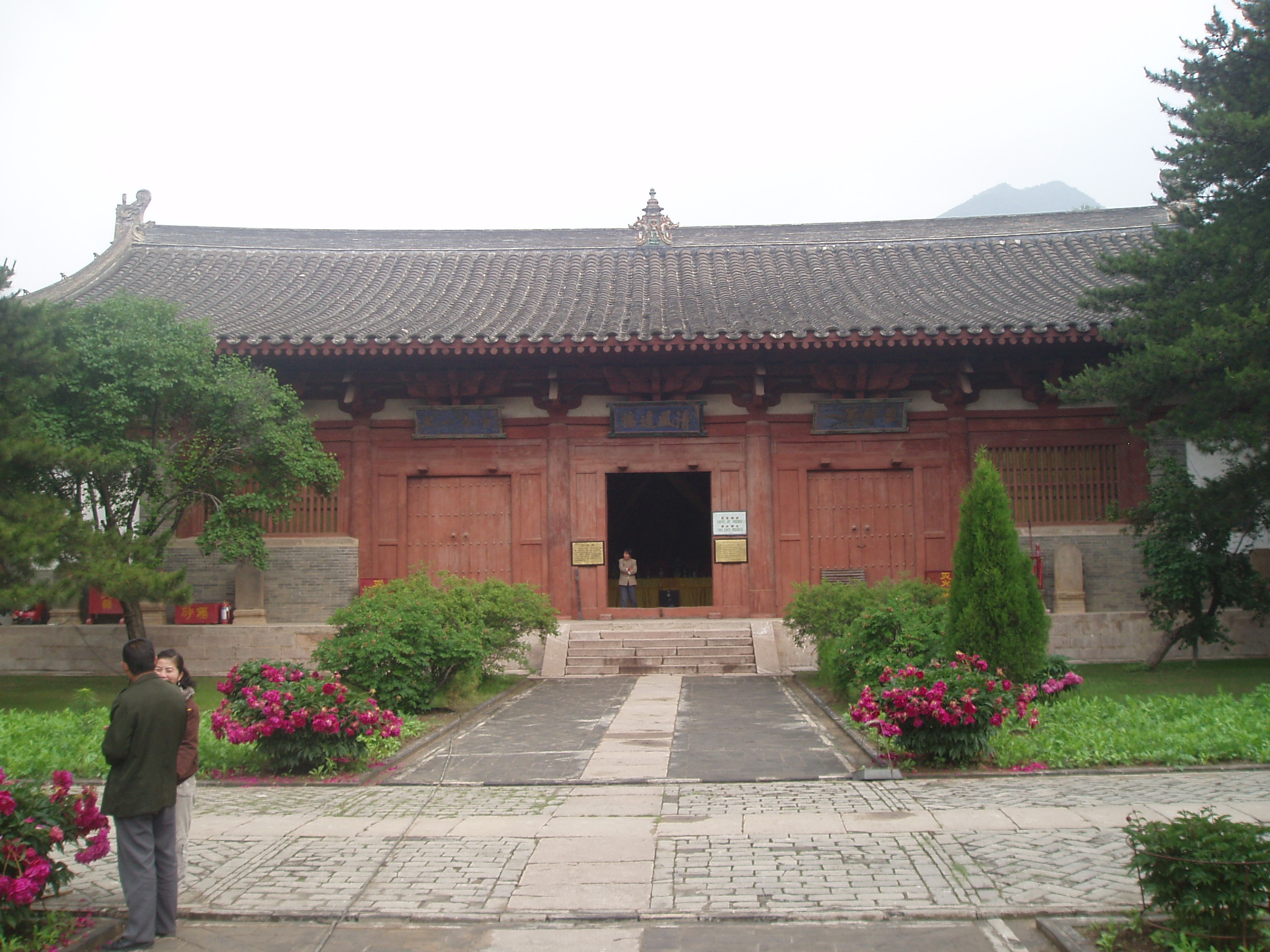
Hala Maňdžušrího postavená v roce 1137

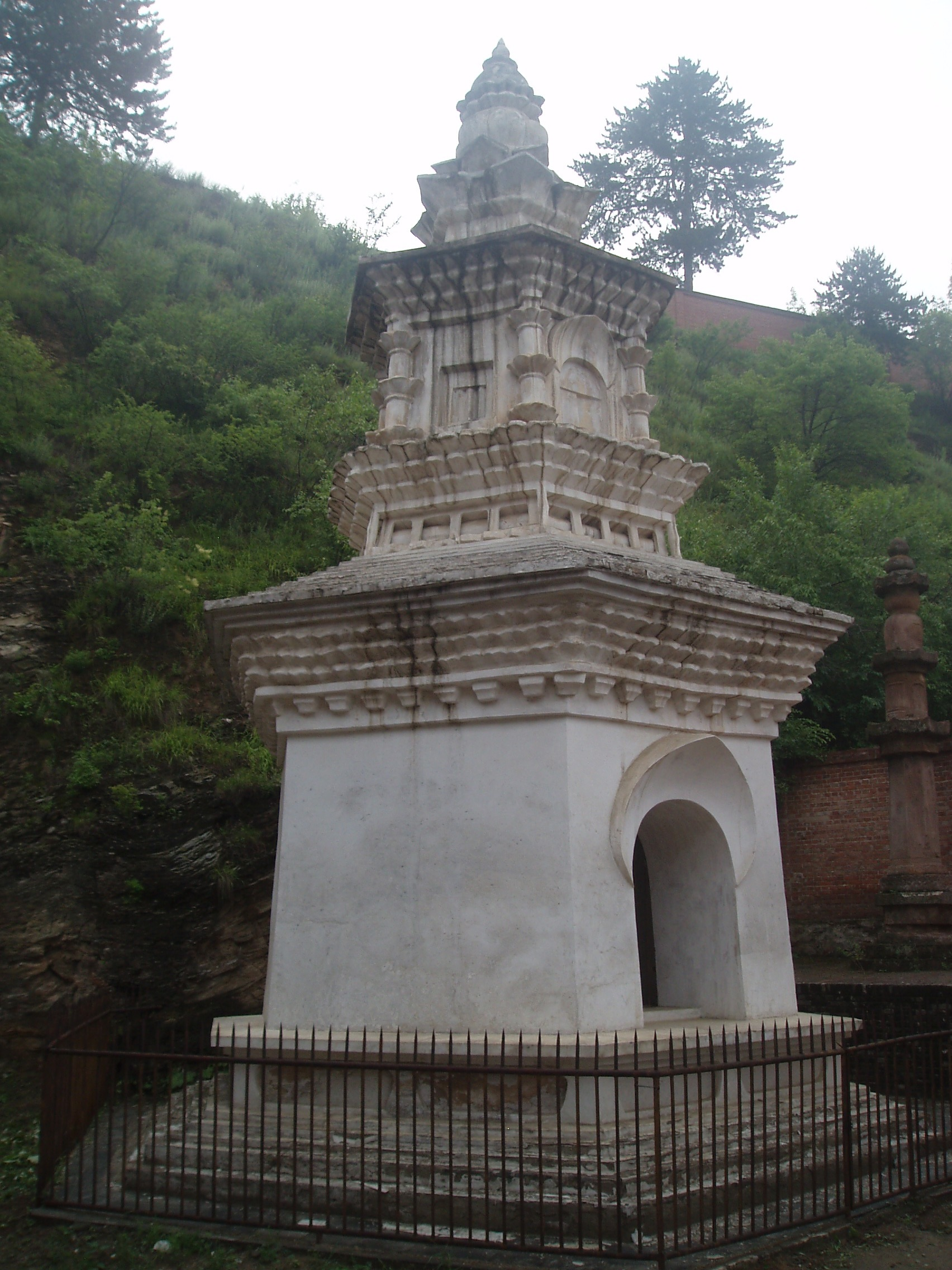
Pagoda Cu-š'

### Hala Maňdžušrího
Na severní straně chrámového nádvoří se nachází hala Maňdžušrího. Byla postavena v roce 1137 v době dynastie Ťin (1115-1234) spolu s halou věnovanou Samantabhadrovi, která se však nedochovala. Ma'nžušrího hala je zhruba stejné velká jako Východní hala, její rozměry rovněž činí 34×17,7 m. Hala se nachází na 83 cm vysoké terase, má tři vchodové dveře a jedny centrální zadní dveře. V interiéru haly se nachází pouze čtyři sloupy, které podpírají střechu s pomocí úhlopříčně umístěných trámů. Na každé ze čtyř stran interiéru se nachází nástěnné malby arhatů nakreslené v době dynastie Ming.

### Hala Sanghagary
Hala Sanghagary se nachází na jižní straně hlavního chrámového nádvoří. Pochází z doby císaře Čchung-čena (1611–1644) z dynastie Ming a byla zrenovována během vlády císaře Kchang-si z dynastie Čching. Hala Sanghagary je poměrně malá a její půdorys je takřka čtvercový. Uvnitř haly se nachází socha Sanghagary, ochránce Buddhy, vedle nějž je dalších 18 ochránců.

### Pagoda Cu-š'
Jižně od Východní haly se nachází malá pohřební pagoda s názvem Cu-š'. Není jasné přesné datum, kdy byla pagoda vystavěna, bylo to však buď v době dynastie severní Wej nebo severní Čchi a je možné, že ukrývá hrob zakladatele chrámu Fo-kuang. Cihelná pagoda má hexagonální tvar, je šest metrů vysoká a má bílou barvu. Podle tradičních vyprávění je pagoda šestihranná proto, že původně sloužila pro buddhistické sochy, zatímco jiný příběh hovoří o tom, že tento tvar je pouze dekorativní. Na vzhled pagody rovněž mohl působit indický vliv, který se zvláště projevuje dekorativními lístky lotosu v rozích sloupů. Lotosové květy se nachází i na věži pagody, kde podpírají lahve ve tvaru květin.

## Současnost
Počátkem roku 2005 začaly Global Heritage Fund (GHF) společně s pekingskou univerzitou Čching-chua pracovat na uchování kulturního dědictví Fo-kuangu. 26. června 2009 se Fo-kuang stal součástí světového dědictví UNESCO jakožto část celku Wu-Tchaj.